# San Martino in Badia
San Martino in Badia, németül: St. Martin in Thurn, ladin nyelven San Martin de Tor település Olaszországban, Bolzano autonóm megyében. Lakosainak száma 1760 fő (2023. január 1.). San Martino in Badia Badia, Bressanone, Corvara in Badia, La Valle, Luson, Marebbe, Santa Cristina Valgardena, Selva di Val Gardena és Villnöß községekkel határos.

## Népesség
A település népességének változása:
| Lakosok száma | 1719 | 1744 | 1760 |
|               | 2017 | 2018 | 2023 |